# Piotr Morawski
Piotr Morawski (27 dicembre 1976 – Dhaulagiri I, 8 aprile 2009) è stato un alpinista polacco.
Insieme con Simone Moro, compì la prima ascensione invernale dello Shisha Pangma nel 2005.

## Biografia

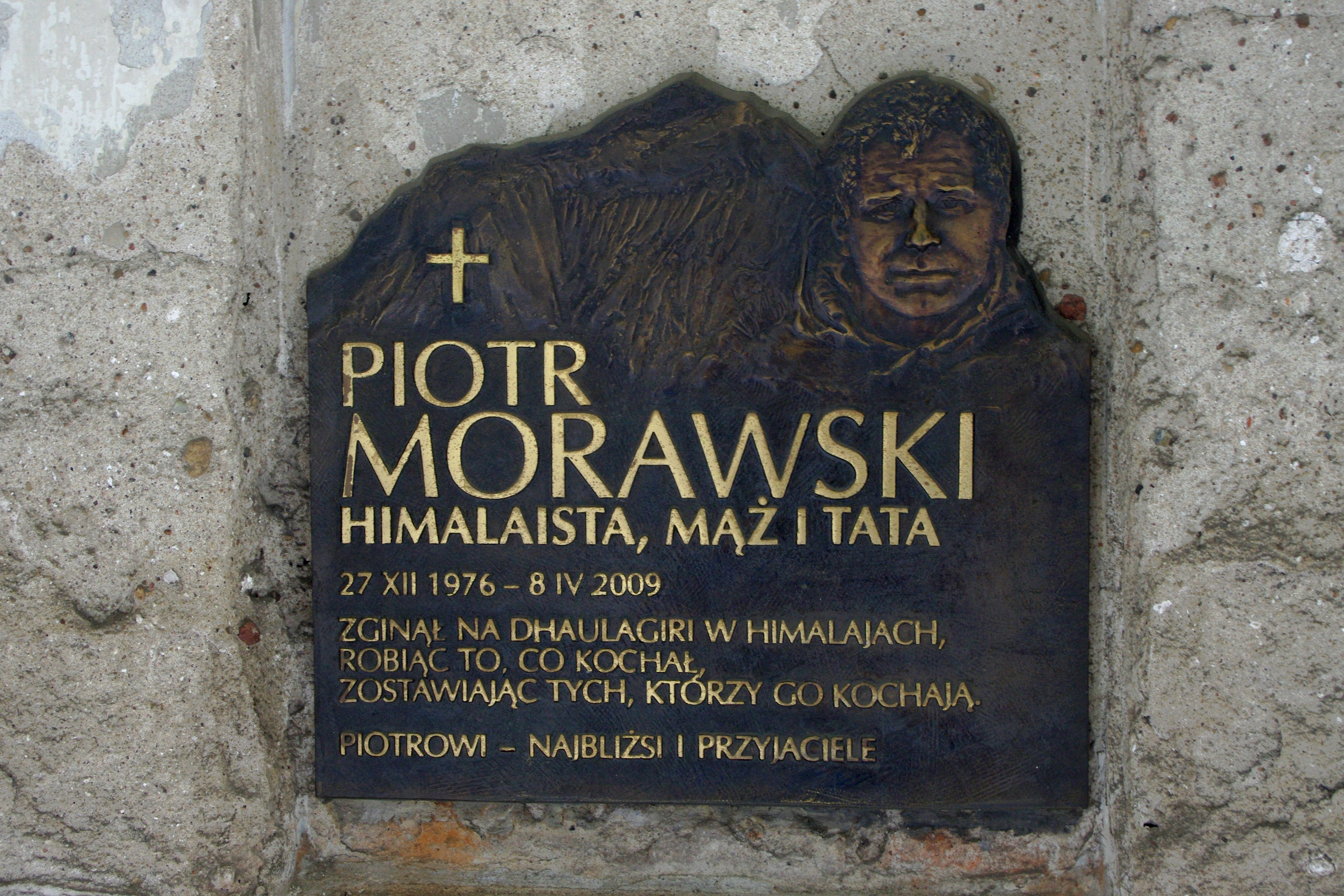
Tomba di Morawski

Iniziò ad arrampicare nel 1996, appassionandosi presto all'alpinismo invernale. Nel 2001 prese parte alla sua prima spedizione internazionale: una spedizione del Club Alpino di Varsavia al Chan Tengri, in Asia centrale. Nel 2002-2003 partecipò ad un tentativo invernale al K2; insieme a Denis Urubko riuscì a preparare il campo IV a quota 7630 m ma la spedizione non riuscì a proseguire oltre. Si trattava, al tempo, della massima quota raggiunta sul K2 in stagione invernale.
Negli anni successivi partecipò a due spedizioni invernali allo Shisha Pangma insieme a Simone Moro, e nel 2005 i due riuscirono a completare la prima ascensione invernale della montagna. Successivamente salì altri 5 ottomila: Cho Oyu e Broad Peak nel 2006, Nanga Parbat nel 2007, Gasherbrum I (traversata) e Gasherbrum II nel 2008. Fu inoltre protagonista di due tentativi falliti all'Annapurna I. Durante il primo, nel 2006, la squadra di cui faceva parte si fermò per soccorrere un alpinista tibetano accecato dalla neve; dei 4 membri della squadra, solo uno arrivò in vetta. Nel secondo tentativo (2008) dovette ritirarsi a 150 m dalla vetta a causa di una tempesta.
Oltre all'alpinismo, un suo grande interesse era la fotografia; organizzava spesso proiezioni pubbliche delle sue opere, e collaborava con diverse riviste come fotografo e scrittore.
Nel 2009 organizzò, con il compagno slovacco Peter Hamor, una spedizione al Manaslu, che prevedeva un'ascensione preliminare al Dhaulagiri I come acclimatamento. L'8 aprile 2009 Morawski, rientrando dal campo 2 verso il campo base del Dhaulagiri, cadde in un crepaccio, e i soccorritori poterono solo recuperarne la salma.